# Fédération irlandaise de hockey sur glace
La Fédération irlandaise de hockey sur glace (en anglais : Irish Ice Hockey Association) est l'organisme officiel qui gère le hockey sur glace et le roller in line hockey en république d'Irlande.
Elle est fondée en 1996 et devient membre de la Fédération internationale de hockey sur glace le 26 septembre de la même année. Elle a sous sa tutelle les différentes équipes d'Irlande de hockey sur glace (senior, moins de 18 ans, féminines). Entre 2007 et 2010, elle organise un championnat national.